# Haleh Afshar
Haleh Afshar, baronne Afshar (en persan : هاله افشار ; née le 21 mai 1944 à Téhéran et morte le 12 mai 2022 à Heslington) est une pair à vie britannique à la Chambre des lords, d'origine iranienne.

## Biographie

### Jeunesse
Haleh Afshar grandit dans une famille privilégiée de Téhéran en Iran. Avec un père impliqué dans le monde universitaire et politique, ses parents font partie de l'establishment. La famille déménage à Paris à la fin des années 1940, où son père représente le gouvernement. Jusqu'à l'âge de quatorze ans, elle a une nourrice qui lui fait prendre son bain et qui l'habille. C'est à ce moment-là qu'elle lit Jane Eyre et commence à réaliser son statut de privilégiée et à quel point elle est dépendante des autres. Elle persuade ses parents de lui permettre d'aller en Angleterre, où elle fréquente un pensionnat à Solihull, alors qu'elle ne parle initialement pas l'anglais.

### Éducation
En tant qu'étudiante de premier cycle à York, Haleh Afshar apprend à cuisiner (notamment grâce à celle qu'elle qualifie de « sainte Delia » en référence à la présentatrice télévision de cuisine britannique). Elle passe un accord avec son père selon lequel elle n'a pas à se marier pendant ses études.

### Carrière
La baronne Afshar est professeure de politique et d'études féminines à l'Université d'York en Angleterre et professeure invitée de droit islamique à la Faculté internationale de droit comparé de l'Université Robert Schuman à Strasbourg. Elle est membre de plusieurs organismes, notamment le British Council et l'Association des Nations unies, dont elle est présidente d'honneur des services internationaux. Elle est nommée au conseil d'administration de la Commission nationale des femmes en septembre 2008. Elle est présidente de la British Society for Middle Eastern Studies. Afshar est une membre fondatrice du réseau des femmes musulmanes. Elle a siégé aux groupes de travail du ministère de l'Intérieur, sur « l'engagement avec les femmes » et « la prévention de l'extrémisme ensemble ».
Elle est nommée à la Chambre des lords le 11 décembre 2007 en tant que baronne Afshar, de Heslington dans le comté de Yorkshire du Nord.

### Vie privée
En 1974, la baronne Afshar épouse Maurice Dodson, un universitaire néo-zélandais. Ils ont deux enfants ensemble, Molly (née en 1977) et James (né en 1978).
La baronne Afshar est la troisième génération de femmes à ne pas se voiler ; sa grand-mère maternelle ayant rejeté le hijab. Sa famille voulait élargir les possibilités pour les femmes, et les personnes avec lesquelles elle grandit sont tuées pendant la révolution iranienne. Elle pense qu'il serait imprudent de retourner dans son pays natal, après avoir critiqué la position de l'ayatollah Khomeni sur les femmes, la considérant non-islamique.

## Distinctions
Haleh Afshar est nommée Officier de l'ordre de l'Empire britannique lors de la remise des honneurs à l'occasion de l'anniversaire officiel de la reine de 2005 pour les services à l'égalité des chances. 
En mars 2009, elle est nommée l'une des vingt femmes musulmanes ayant le mieux réussi au Royaume-Uni sur la liste du pouvoir des femmes musulmanes 2009,.
En avril 2009, elle est nommée académicienne de l'Académie des sciences sociales.

## Honneurs
En 2011, la baronne Afshar reçoit un doctorat honorifique de l'Université de l'Essex.
En janvier 2013, Haleh Afshar est nommée pour le prix Services to Education aux British Muslim Awards.
En 2017, elle reçoit un doctorat honorifique de l'Université de Bradford.

## Travaux
La baronne Afshar a beaucoup écrit sur l'Iran et la politique iranienne à la fois pour les universités et les médias en Europe, aux États-Unis, au Moyen-Orient et en Asie du Sud-Est, dont Islam and Feminisms: An Iranian Case Study (Macmillan, 1998) et Islam and the Post Revolutionary State in Iran (Macmillan, 1994). Elle a également édité treize livres sur les femmes et le développement.
- Haleh Afshar, Women, work, and ideology in the Third World, Londres New York, Tavistock Publications, 1985 (ISBN 9780422797108, lire en ligne)
- Haleh Afshar, Iran, a revolution in turmoil, Albany, State University of New York Press, 1985 (ISBN 9780887061264)
- Haleh Afshar, Women, state, and ideology: studies from Africa and Asia, Albany, State University of New York Press, 1987 (ISBN 9780887063947, lire en ligne )
- Haleh Afshar et Bina Agarwal, Women, poverty and ideology in Asia: contradictory pressures, uneasy resolutions, Houndmills, Basingstoke, Hampshire England, Macmillan, 1989 (ISBN 9780333444092)
- Haleh Afshar, Women, development, and survival in the Third World, Londres New York, Longman, 1991 (ISBN 9780582034945)
- Haleh Afshar, Women in the Middle East: perceptions, realities and struggles for liberation, Basingstoke, Macmillan, 1993 (ISBN 9780333575659)
- Haleh Afshar et Mary Maynard, The dynamics of "race" and gender: some feminist interventions, Londres Bristol, PA, Taylor & Francis, 1994 (ISBN 9780748402113, lire en ligne)
- Haleh Afshar, Women and politics in the Third World, Londres New York, Routledge, 1996 (ISBN 9780415138536, lire en ligne)
- Haleh Afshar, Women and empowerment : illustrations from the Third World, New York, St. Martin's Press, 1998 (ISBN 9780333719732, lire en ligne )
- Haleh Afshar, Islam and feminisms: an Iranian case-study, New York, St. Martin's Press, 1998 (ISBN 9780312214326)
- Haleh Afshar et Stephanie Barrientos, Women, globalization and fragmentation in the developing world, Houndmills, Basingstoke, Hampshire New York, Palgrave Macmillam, 1999 (ISBN 9780312216597, lire en ligne)